# 上海交通大学闵行校区
31°01′31″N 121°26′11″E / 31.025393°N 121.436348°E
上海交通大学闵行校区位于中國上海市闵行区东川路800号，是上海交通大学最大的一个校区，占地面积约309.25公顷（4,638.75亩）。原称交大二部，于1987年建成开学。
该校区南临东川路，北靠剑川路，西为沧源路，东隔莲花南路与华东师范大学闵行校区毗邻，东南有紫竹高科技园区，靠近黄浦江。校园内并有 沪金高速在中部纵贯，以及沪昆铁路上粮七库专用线在东北部斜穿。校园整体为长方形，北部嵌有上海电力工业学校。
目前上海交大除医学院外的本科生和大部分研究生在该校区生活学习。

## 历史
上海交通大学闵行校区始建于1985年，1987年投入使用。当时的上海市市长、交大校友江泽民参加了当年该校区的开学典礼。当时的校区在淡水河以西，主要设施更在莘奉路（后莘奉金高速公路，今沪金高速公路）以西，面积仅为现今闵行校区的约三分之一。高速以西的部分称习惯称作西区。
此后校园面积不断扩大，扩大工作于2006年基本完成，校园东抵莲花南路。新拓展的部分习惯称作东区。

## 现状

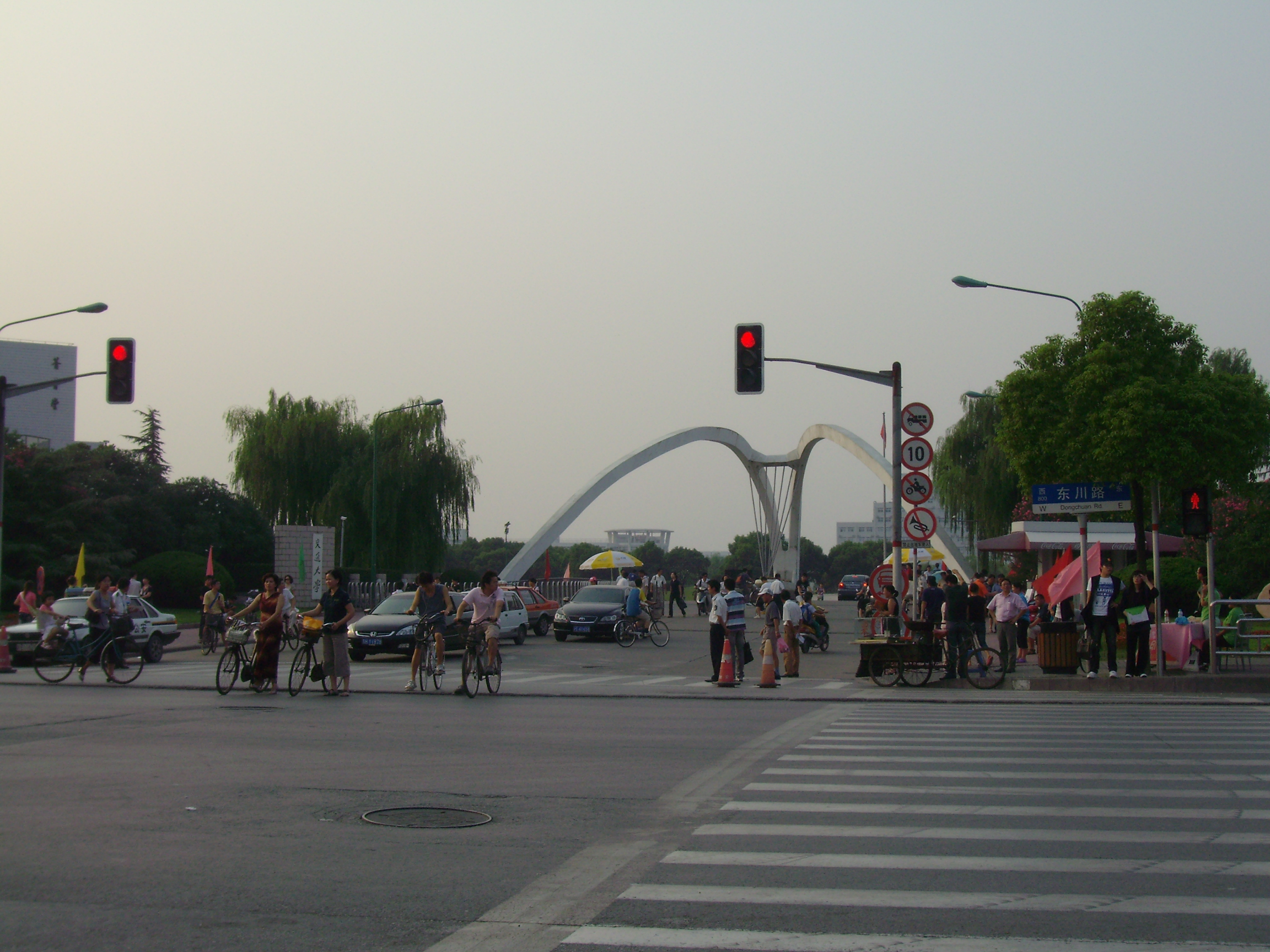
思源门（“拖鞋门”）

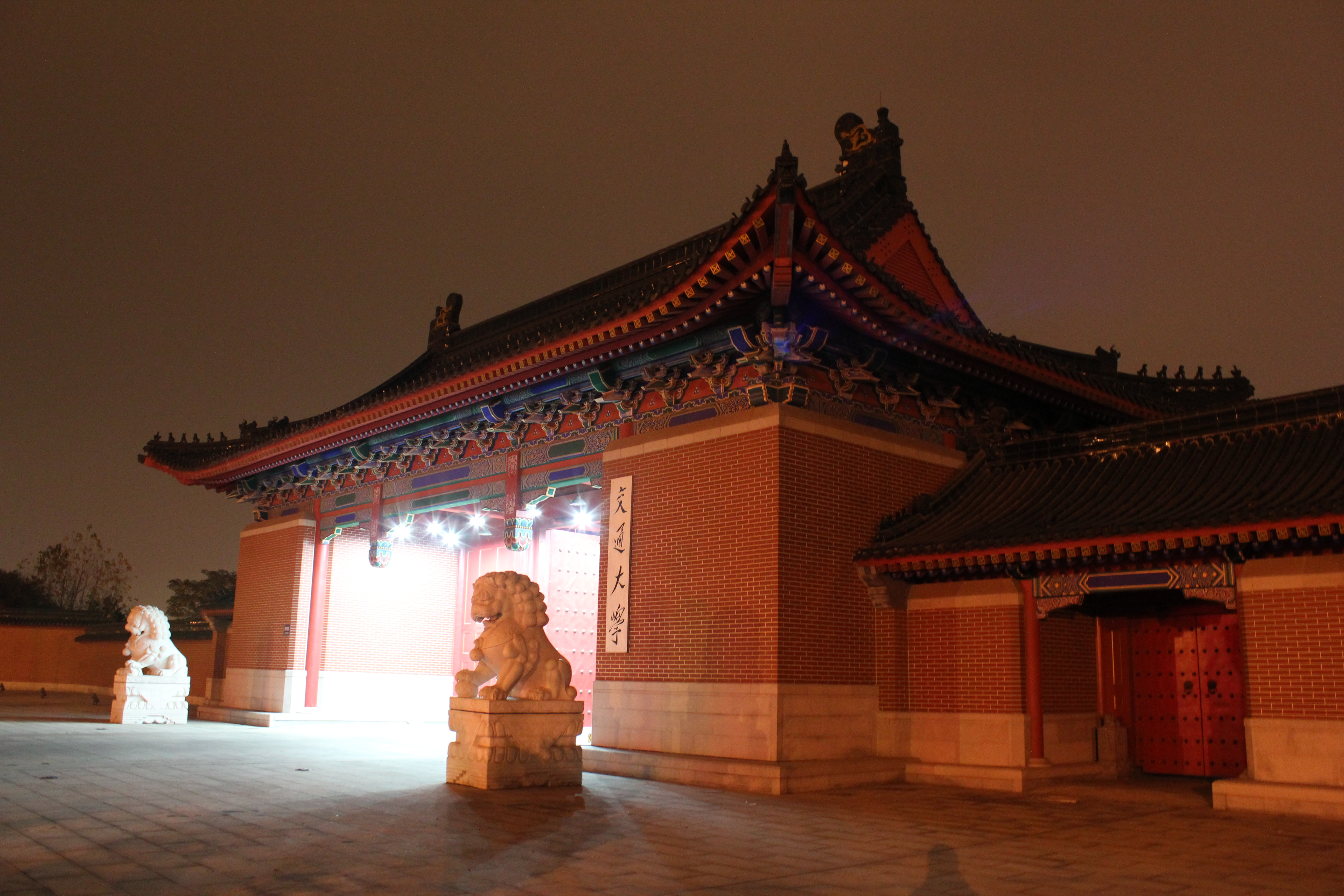
东大门（“庙门”）

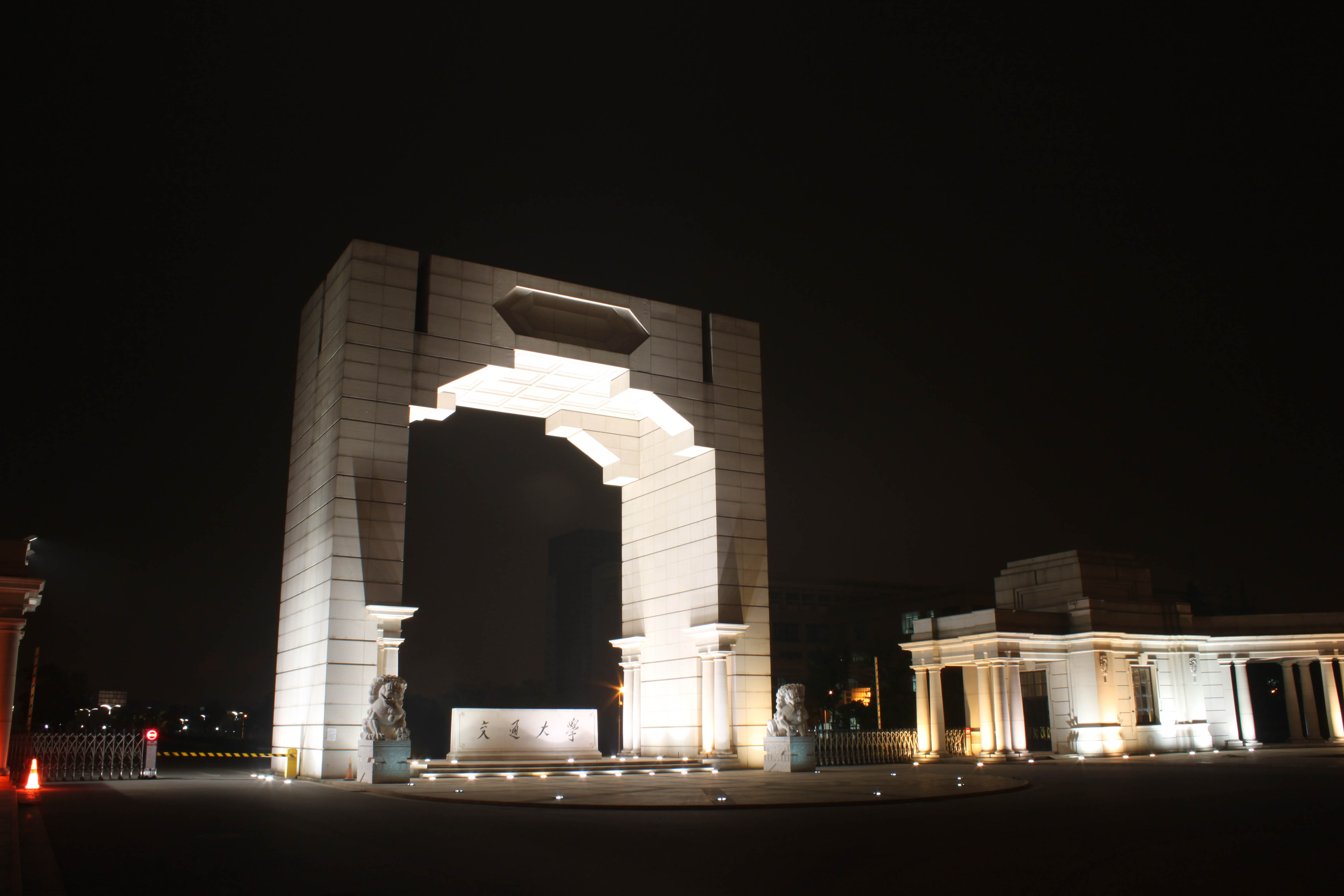
南大门（“凯旋门”）

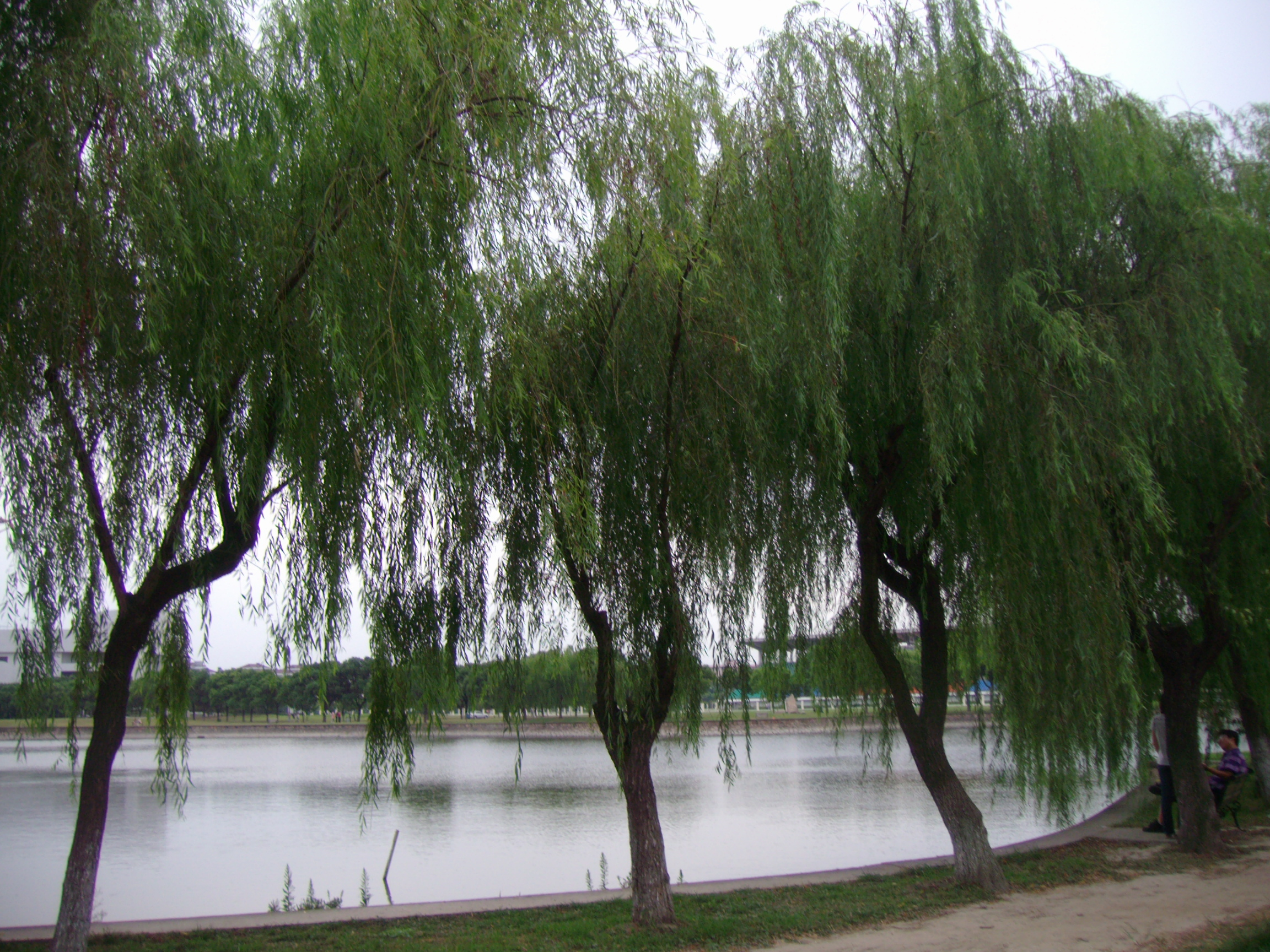
思源湖

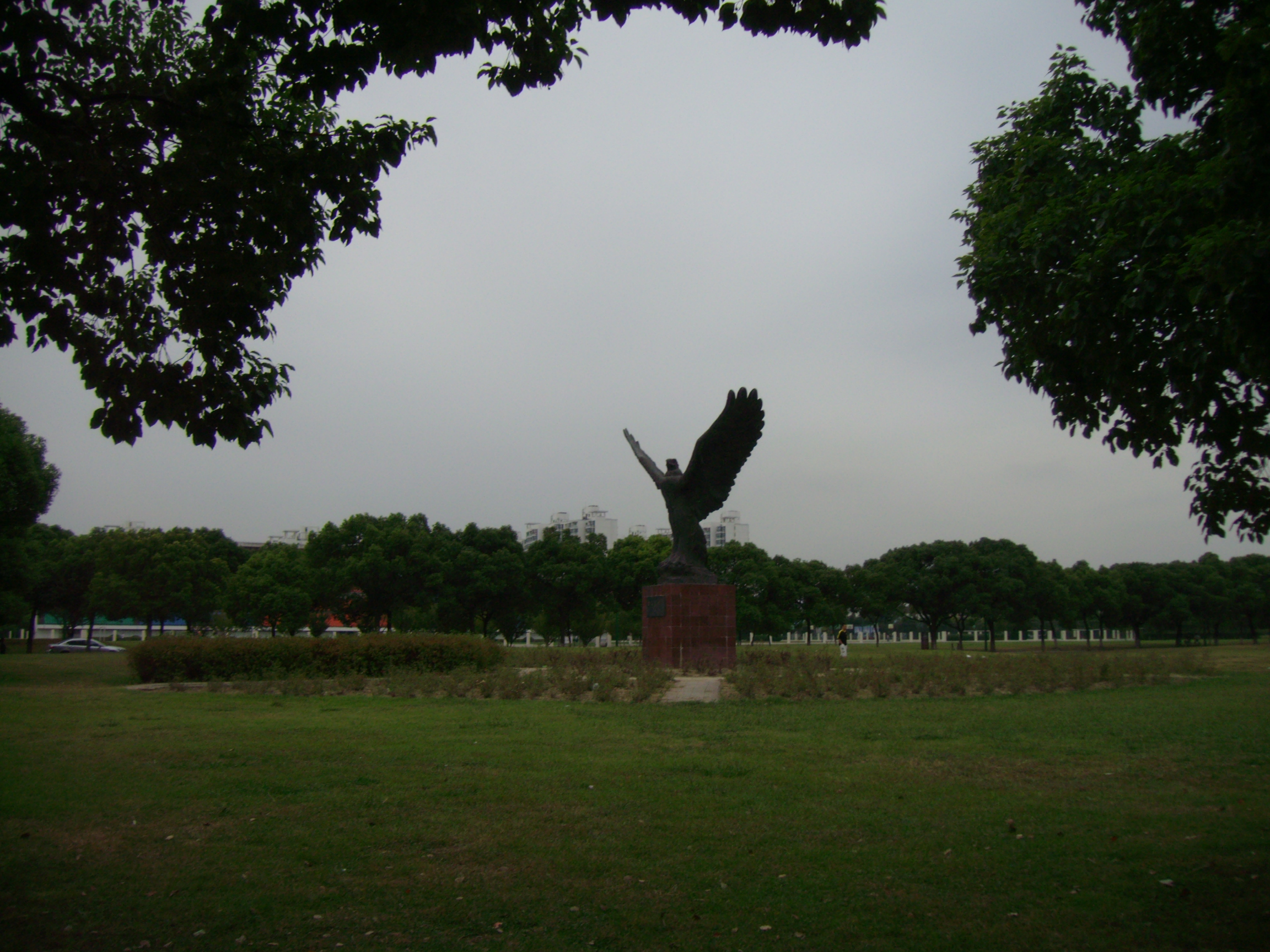
仰思坪

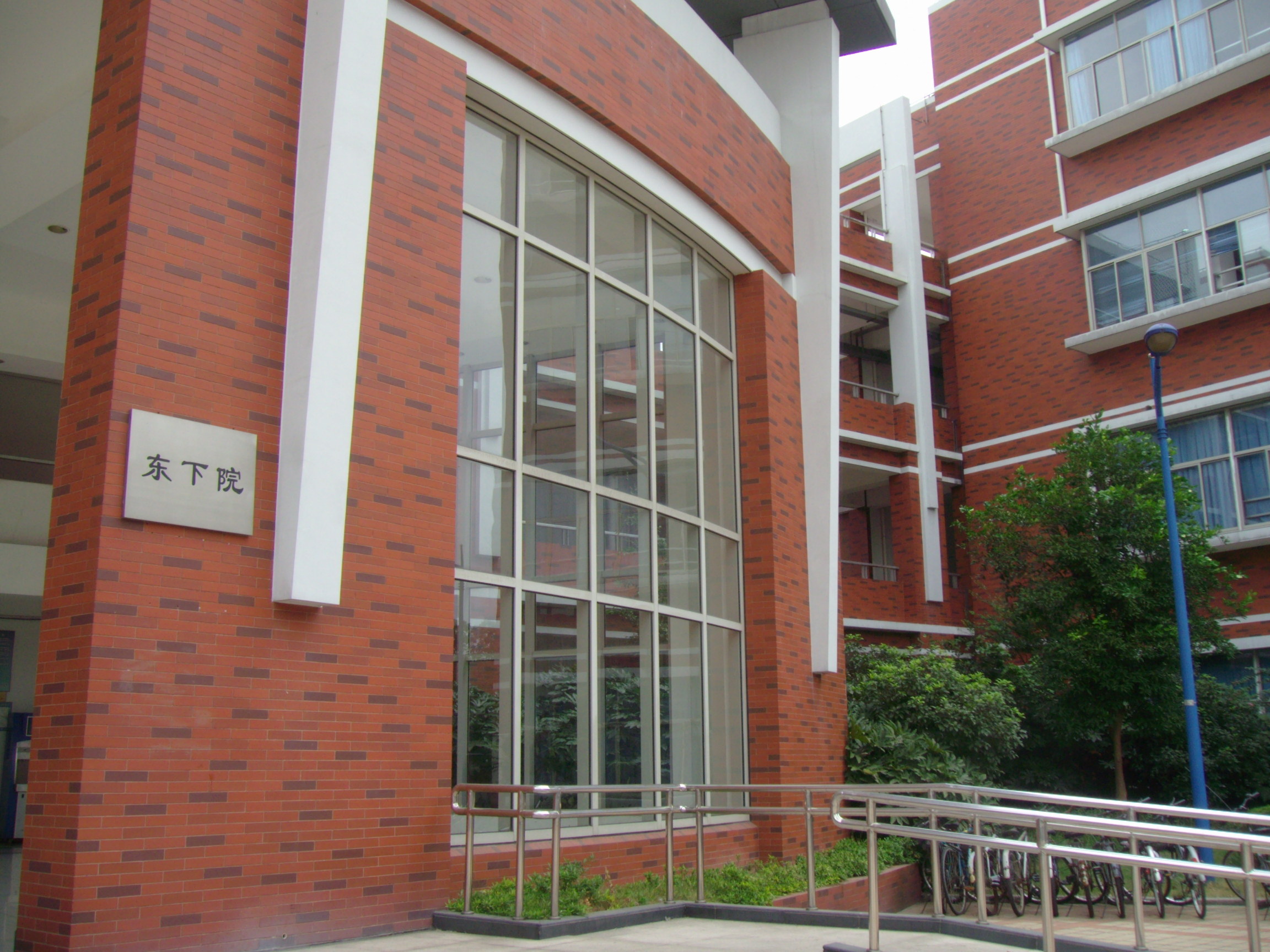
东下院

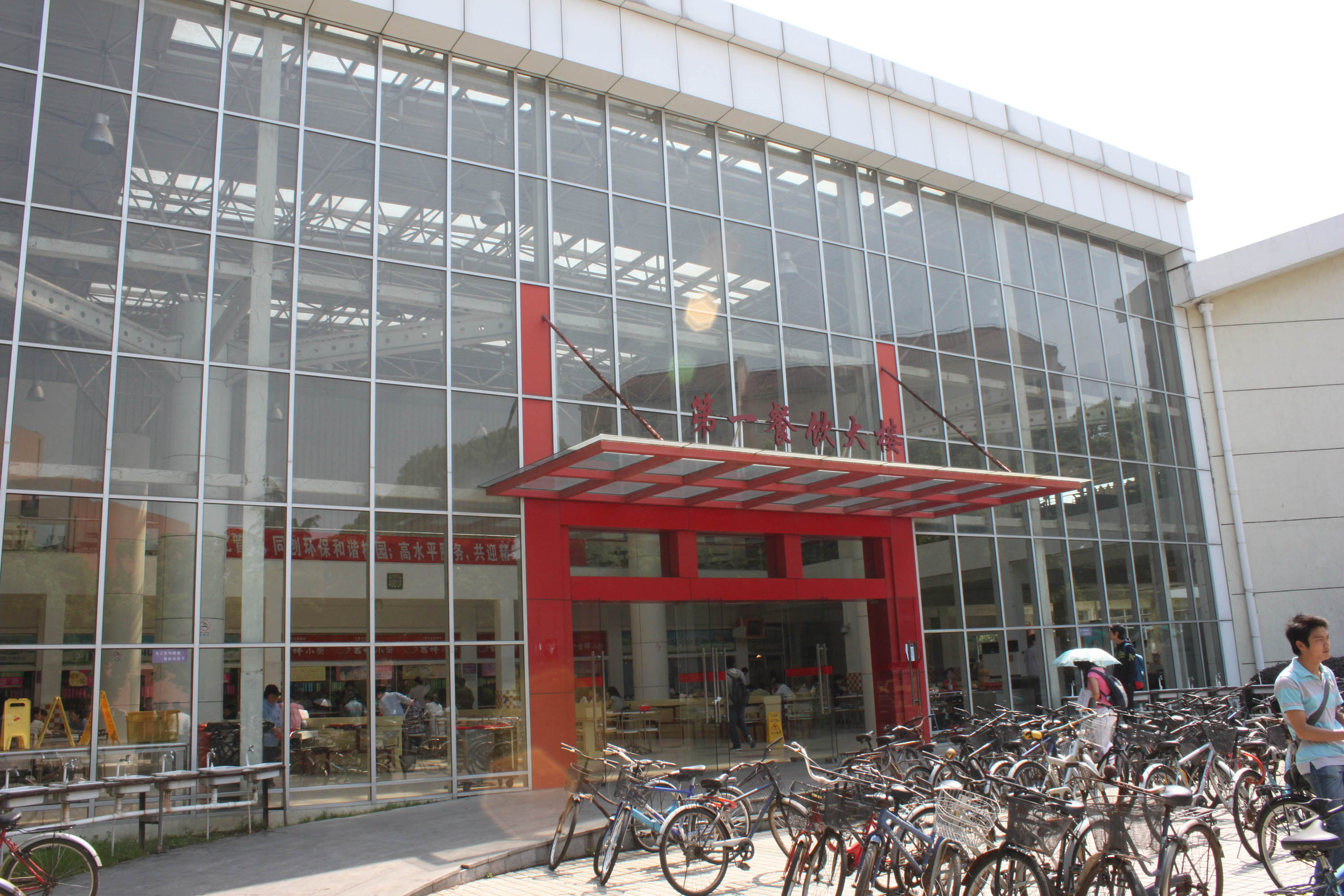
第一餐饮大楼

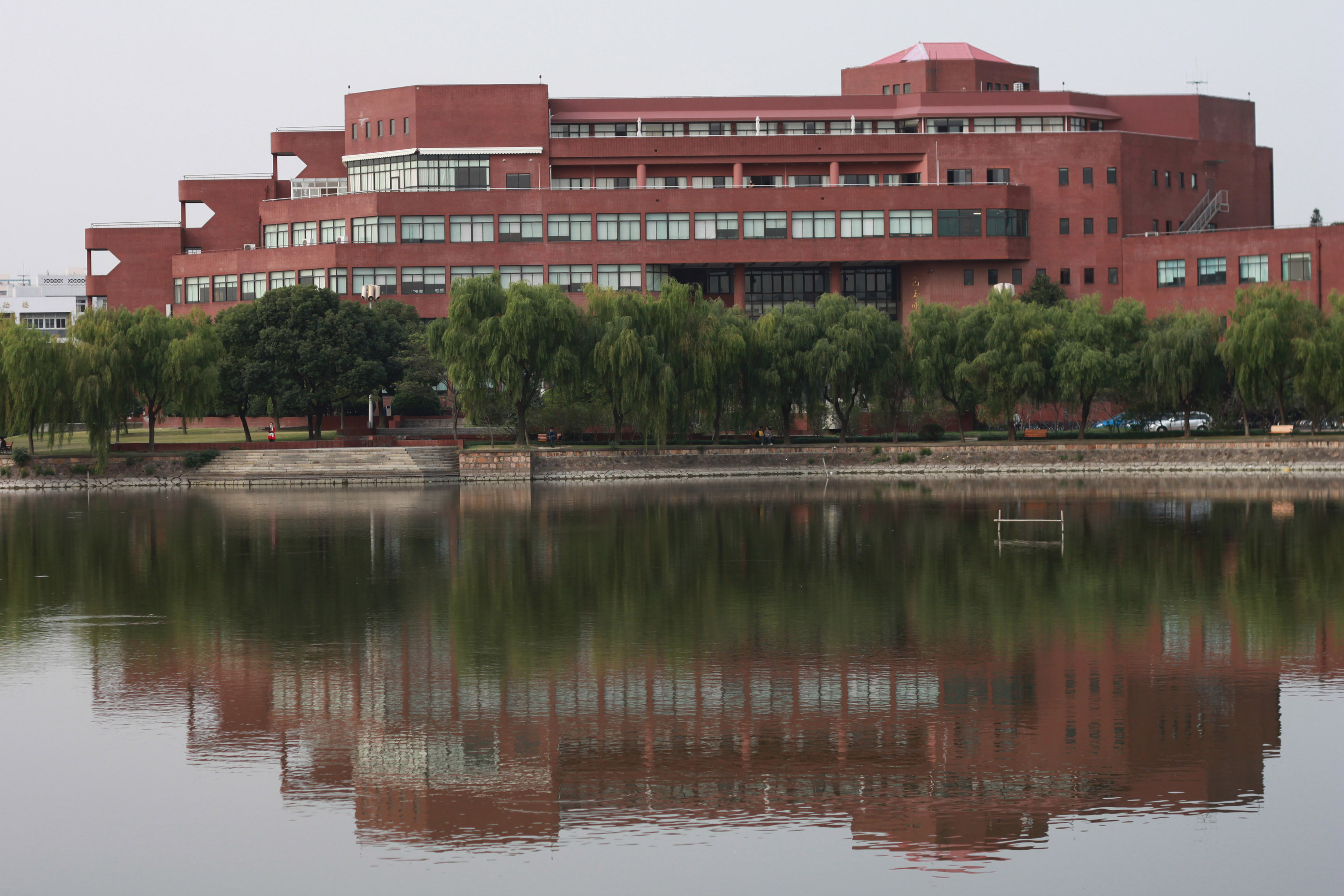
包玉刚图书馆及思源湖

校园人行道、教学楼、行政楼以及大多数学院建筑都是深红色，与交大徐汇校区色调类似。宿舍楼以及西区的学院建筑多是白色外墙。
西区由于建设较早，道路两旁皆绿树成荫，环境比较古朴，道路和建筑也相对陈旧。北部是宿舍区，中部为环境学院、物理系、数学系、材料学院等院系的大楼。南部则为西区教学楼。此外还有工程训练中心、华联生活中心、商业网点、运动场、包玉刚图书馆、程及美术馆、南区体育场、光明体育场、体育馆新馆、致远游泳健身馆、菁菁堂、老行政楼、留园、学术活动中心以及人武部、物资中心、教材科、印刷厂、校车队、闵行二期指挥部、垃圾处理点等功能性建筑。
东区淡水河以西靠近高速的一带有运动场、学生服务中心、学生活动中心、教学楼和宿舍区等分布。东北部为生农医药区域，主要有医学院、农生学院、生命学院、药学院等院系大楼分布。东南部为机电信息区域，主要有电信学院、机动学院、船建学院、软件学院、微电子学院、空天学院等院系大楼分布。中部有图书馆新馆、新行政楼以及法学院、联合学院、媒设学院、人文学院、外语学院等院系大楼。

### 校门
该校区共有11个校门，按逆时针顺序，其中常用的有思源门、南大门（向东川路）、东大门（向莲花南路）、北三门、北二门、北一门（向剑川路）、西二门（向沧源路）。
- 思源门是该校区最主要的校门，位于校区西南。因形状酷似人字拖，校友俗称之“拖鞋门”。

- 南大门位于校区东南端，是东区中轴线的南门。校友习称之“凯旋门”。

- 东大门位于校区最东端，与华东师范大学闵行校区西大门斜望。校友通称该门为“庙门”。

### 景观
校园中有淡水河、新蒋家港等港汊，另有思源湖、涵泽湖、致远湖等人工湖泊，湖边皆有绿地，供人休憩。思源门正对处、思源湖边有仰思坪，上有雄鹰雕塑一座，象征交通大学之腾飞。草坪上养有鸽子。东区由于建筑分散，空旷处皆有草坪或人工林。此外，包玉刚图书馆后方以及南区体育馆前也有小片树林。

### 交通
由于沪金高速公路纵贯校园，校园内东西区共有4个涵洞连接。又由于校区面积较大，特别是东区学院建筑分散，为方便师生，学校开设免费校内巴士，大致沿环形路线行走，共设十余站。并定时有校车前往徐汇、七宝等校区。
校区内道路横向原以“经”、“纬”后加数字命名，联接道路以“联”后加数字命名。为便于识记并体现特色，后来路名陆续更换。现多以与交大相关的精神和交大著名校友命名。
环形道路外圈有南洋北路、南洋南路、南洋西路、南洋东路，路名来源于交通大学前身南洋公学；环形道路内圈为思源北路、思源南路、思源西路、思源东路，路名取自上海交大校训“饮水思源，爱国荣校”。
横向道路有宣怀大道，路名取自南洋公学创办人盛宣怀；光宪路、光斗路，路名分别取自交大校友徐光宪、张光斗。另外，保留原路名的还有纬六路、纬八路等。
纵向道路有精勤路，路名取自交通大学老校训和原第二医科大学校训；文俊路、学森路、元培路、叔同路等，路名分别取自交大校友吴文俊、钱学森、蔡元培、李叔同；文治大道为交大东区中轴线，也是该校区著名的景观大道，路名取自原交通大学校长唐文治。
课间以及上下课高峰时段，为保障学生安全和交通通畅，靠近教学楼的道路进行交通管制，机动车一般不能驶入。
思源南路由第一餐饮大楼至第二餐饮大楼之间的路段位于校园中部，是东西区交通的要道。课间和上下课时段人流极多。西段路旁一般摆放有各种活动、讲座、招聘的大型广告，与高速相交的隧道内挂有各样横幅，而隧道东口的“东区大转盘”常是各种活动的举办地点。

### 教学楼
该校区现共有7座教学楼。
西区思源西路南段、思源湖东畔由南至北分布有上院、中院、下院。其命名源自徐汇校区教学楼新上院等。这三栋教学楼主要进行基础课教学。
东区学森路与元培路之间由南至北分布有东上院、东中院、东下院。原分别称作D、E、F教学楼，2008年2月18日更名。此三栋教学楼设备较新，主要进行专业课以及通选课教学。
东区的陈瑞球楼是上海交通大学的研究生院和研究生教学楼。

### 学生公寓
该校区学生公寓共分7个片区，按建成先后以“期”编号。
- 一期学生公寓在西区中部和南部，西区教学楼东，编号为西（或X）8～34，包括3栋留学生公寓，共27栋。

- 二期学生公寓位于东区西南部，东上院西，编号为东（或D）1～14，另有一栋蓁蓁楼，共15栋。

- 三期学生公寓位于东区西部偏南，东下院西，编号为东（或D）15～19，共5栋。

- 四期学生公寓位于东区西部偏北，第三餐饮大楼东，编号为东（或D）20～27，共8栋。

- 五期学生公寓位于东区西北，东三河北，编号为东（或D）28～33，共6栋。

- 六期学生公寓位于西区中部偏北，南洋北路南，编号为西（或X）35～49，共15栋。

- 七期学生公寓位于西区北部，南洋北路北，编号为西（或X）50～70，共21栋。

### 餐饮大楼
该校区共有9座餐饮大楼，其中第一到第七餐饮大楼按建成先后编号。
- 第一餐饮大楼位于思源南路与思源西路交汇处，主要服务西区三栋教学楼和一期学生公寓。

- 第二餐饮大楼位于东区大转盘以东，思源南路与学森路交汇处，主要服务东区三栋教学楼二期、三期学生公寓。

- 第三餐饮大楼位于思源北路与文俊路交汇处，主要服务四、五期学生公寓。

- 第四餐饮大楼位于南洋北路与南阳西路交汇处，主要服务六、七期学生公寓。

- 第五餐饮大楼位于思源南路淡水河桥旁，主要服务东区各学院大楼。

- 第六餐饮大楼位于分析测试中心楼北侧，主要服务东区各学院大楼及实验室。

- 第七餐饮大楼位于转化医学研究院北侧，主要服务东区各学院大楼及实验室。

- 玉兰苑位于西二区宿舍区南侧，主要服务西二区学生公寓。

- 哈乐餐厅位于南区体育场西侧，主要服务西一区学生公寓。

除第五、第六餐饮大楼外，每个餐饮大楼都设有浴室。

## 地图索引
| 上海交通大学闵行校区地图 |
| --- |
| 思源门 南大门 东大门 包玉刚图书馆 新图书馆 菁菁堂 铁生馆 光彪楼 上院 中院 下院 东上院 东中院 东下院 陈瑞球楼 程及美术馆 逸夫楼 学术活动中心 光明体育场 霍英東体育中心 思源湖 留园 南苏园 园林植物标本园 盛宣怀铜像 界碑和石碾 木兰船建大楼 机动学院 电信群楼 微电子学院 软件学院 材料学院 数学楼 物理楼 化学楼 生命科学技术学院 人文楼 凯原法学院 媒设学院 学院 航空航天学院 环境学院 外国语学院 药学院 文选医学楼 农业与生物学院 吴周铁路 |